# Liste der Mitglieder der American Academy of Arts and Sciences/1995
Im Jahr 1995 wählte die American Academy of Arts and Sciences 182 Personen zu ihren Mitgliedern.

## Neu gewählte Mitglieder
- Morton I. Abramowitz (* 1933)
- Christopher H. Achen (* 1946)
- Thomas J. Ahrens (1936–2010)
- Everett Anderson (* 1928)
- Walter Annenberg (1908–2002)
- Anthony Appiah (* 1954)
- Robert E. Baldwin (1924–2011)
- Clyde Frederick Barker (* 1932)
- Larry Bartels (* 1956)
- Linda Bartoshuk (* 1938)
- Seyla Benhabib (* 1950)
- Bruce Berne (* 1940)
- Robert M. Berne (1918–2001)
- Michael André Bernstein (1947–2011)
- Manuel Blum (* 1938)
- J. Max Bond (1935–2009)
- Piet Borst (* 1934)
- Leonard Eugene Boyle (1923–1999)
- James Brown (* 1942)
- David Buchsbaum (1929–2021)
- Michael M. Carroll (1936–2016)
- Dennis A. Carson (* 1946)
- Stephen Lisle Carter (* 1954)
- Vinton G. Cerf (* 1943)
- David Chandler (1944–2017)
- Jon Clardy (* 1943)
- Jean Comaroff (* 1946)
- John Comaroff (* 1945)
- Richard Crawford (* 1935)
- Alfred W. Crosby (1931–2018)
- Anne d’Harnoncourt (1943–2008)
- Stephen H. Davis (1939–2021)
- Louis Dupré (1925–2022)
- Anne H. Ehrlich (* 1933)
- Robert C. Ellickson (* 1941)
- Robert F. Engle (* 1942)
- Gerald Fasman (1925–2003)
- David Hackett Fischer (* 1935)
- Zachary Fisk (* 1941)
- Owen M. Fiss (* 1938)
- Wendell Fleming (1928–2023)
- Allen Forte (1926–2014)
- Alan B. Fowler (1928–2024)
- Maurice Sanford Fox (1924–2020)
- Harry Frankfurt (1929–2023)
- Michael Frede (1940–2007)
- Thomas L. Friedman (* 1953)
- Victoria Fromkin (1923–2000)
- Hillel Fürstenberg (* 1935)
- John Lewis Gaddis (* 1941)
- Howard Gardner (* 1943)
- Gordon N. Gill (1937–2021)
- Stephen P. Goff (* 1951)
- Avram Goldstein (1919–2012)
- Peter Gourevitch (* 1943)
- Susan L. Graham (* 1942)
- Jonas C. Greenfield (1926–1995)
- Tullio Gregory (1929–2019)
- Ulf Grenander (1923–2016)
- Melvin M. Grumbach (1925–2016)
- Agnes Gund (* 1938)
- Rachel Hadas (* 1948)
- William Happer (* 1939)
- Michael S. Harper (1938–2016)
- Stephen E. Harris (* 1936)
- Benjamin Harshav (1928–2015)
- J. Bryan Hehir (* 1940)
- George H. Heilmeier (1936–2014)
- Ernest M. Henley (1924–2017)
- John LeRoy Hennessy (* 1952)
- Barbara Herman (* 1945)
- Ira Michael Heyman (1930–2011)
- Richard R. Hudson (* 1950)
- Hiroo Imura (* 1931)
- Terence Irwin (* 1947)
- Henryk Iwaniec (* 1947)
- Paul C. Jennings (* 1936)
- Betsy Jolas (* 1926)
- Herbert L. Kessler (* 1941)
- Alexander Keynan (1921–2012)
- Judith Kimble (* 1949)
- Charles Kimmel (* 1940)
- Richard D. Klausner (* 1951)
- Claude Klee (1931–2017)
- Joseph Koerner (* 1958)
- Stephen Kosslyn (* 1948)
- Henry E. Kyburg (1928–2007)
- Angeliki Laiou (1941–2008)
- David D. Laitin (* 1945)
- Brian Lamb (* 1941)
- Phyllis Lambert (* 1927)
- Alan Lambowitz (* 1947)
- Neal Francis Lane (* 1938)
- Jacob Lawrence (1917–2000)
- Hartmut Lehmann (* 1936)
- Raphael David Levine (* 1938)
- György Ligeti (1923–2006)
- Carl Lineberger (1939–2023)
- Geoffrey Lloyd (* 1933)
- William L. MacDonald (1921–2010)
- Shirley M. Malcom (* 1946)
- Doug Massey (* 1952)
- Dusa McDuff (* 1945)
- Ian McEwan (* 1948)
- James Alan McPherson (1943–2016)
- Richard Meier (* 1934)
- Douglas A. Melton (* 1953)
- Robert Metcalfe (* 1946)
- Barbara Jean Meyer (* 1949)
- Ira M. Millstein (* 1926)
- Katharine Milton (* 1941)
- Robert Harris Mnookin (* 1942)
- Gary Saul Morson (* 1948)
- Shigetada Nakanishi (* 1942)
- John Forbes Nash Jr. (1928–2015)
- Bruce Nauman (* 1941)
- Malden Nesheim (* 1931)
- Joseph P. Newhouse (* 1942)
- Ronald Numbers (1942–2023)
- Guillermo O’Donnell (1936–2011)
- John W. O’Malley (1927–2022)
- Paul O’Neill (* 1935)
- Claus Offe (* 1940)
- James Peacock (* 1937)
- William Daniel Phillips (* 1948)
- Cornelius J. Pings (1929–2004)
- Harold Powers (1928–2007)
- Charles Y. Prescott (* 1938)
- Stephen J. Pyne (* 1949)
- Randolph Quirk, Baron Quirk (1920–2017)
- Veerabhadran Ramanathan (* 1944)
- Hunter R. Rawlings (* 1944)
- Anthony Readhead (* 1944)
- Raj Reddy (* 1937)
- Jehuda Reinharz (* 1944)
- William Craig Reynolds (1933–2003)
- Robert Coleman Richardson (1937–2013)
- Eugene Roberts (1920–2016)
- Jeffrey Roberts (* 1944)
- Robert G. Roeder (* 1942)
- Roberta Romano (* 1952)
- Fred Rosen (1930–2005)
- Robert M. Rosenzweig (* 1931)
- William Bailey Russel (* 1945)
- Bruce Russett (1935–2023)
- Richard Saykally (* 1947)
- William H. Schlesinger (* 1950)
- Richard Schmalensee (* 1944)
- Stuart Schreiber (* 1956)
- Alan Schwartz (* 1940)
- Dietmar Seyferth (1929–2020)
- Larry J. Shapiro (* 1946)
- John Shoven (* 1947)
- Ted Sizer (1932–2009)
- Piotr Slonimski (1922–2009)
- Sean Solomon (* 1945)
- Richard G. Stern (1928–2012)
- Robert Sternberg (* 1949)
- Mark Strand (1934–2014)
- David Tilman (* 1949)
- Susan Treggiari (* 1940)
- Anne Treisman (1935–2018)
- James W. Truran (1940–2022)
- Roger Unger (1924–2020)
- Hal Varian (* 1947)
- Katherine Verdery (* 1948)
- Eugene Waith (1912–2007)
- Diana Chapman Walsh (* 1944)
- Wang Gungwu (* 1930)
- Michael S. Waterman (* 1942)
- I. Bernard Weinstein (1930–2008)
- Gerald Westheimer (* 1924)
- Hans Wigzell (* 1938)
- Arthur M. Wolfe (1939–2014)
- Jay Wright (* 1934)
- Peter E. Wright (* 1947)
- William Wulf (* 1939)
- Charles Wuorinen (1938–2020)
- King-Wai Yau (* 1948)
- Andrew Young (* 1932)
- Anne B. Young (* 1947)
- Paul Zukofsky (1943–2017)